# German Fetish Ball
German Fetish Ball är en av de största årliga BDSM och fetish-träffarna i Tyskland. Mässan har pågått sedan 2003 och hålls numera i Berlin. Evenemanget är även känt under förkortningen GFB. En viktig del är mässan German Fetish Fair, där företag säljer kläder och varor till allmänheten, man måste dock betala inträde till mässan. Evenemanget drar många tillresta från främst Europa, men även flera deltagare från Japan och USA.
Festivalen pågår i tre dagar kring pingsthelgen. Konceptet består av ett stort party, och en mässa där kläder säljs. Men även flera mindre fester, för olika inriktningar. År 2019 hölls bland annat en "Fetish Cruise", där man åkte båt på kanalen. Detta var så populärt att det blev fullbokat redan 2 månader innan.
Sedan 2008 har man även delat ut European Fetish Awards (EFA) under evenemanget, till företag, produkter, eller personer som utmärkt sig inom fetish-området.
GFB arrangeras av Xklusiv.de, ett företag som arrangerar flera olika fetishfester i Tyskland, bland annat slottsfester med BDSM-fetish-tema.

## Mistresses of Ceremony
- 2019:
- 2018: Myriel Monastic
- 2017: Kari Berg[4]
- 2016: Ancilla Tilia
- 2015:
- 2014: Kari Berg[5]
- 2013:
- 2012: Kari Berg[6]
- 2011:
- 2010:
- 2009: Tronicat la Miez
- 2008: RubberDoll[7]
- 2007: Ancilla Tilia[8]
- 2006:
- 2005: Emily Marilyn
- 2004: Luci van Org